# باشگاه فوتبال لیک تاون
باشگاه فوتبال لیک تاون (به انگلیسی: Leek Town Football Club) یک باشگاه فوتبال انگلیسی در شهر لیک، استافوردشر است که در سال ۱۹۴۶ میلادی تأسیس شده‌است.